# Дятьковский партизанский край
Дятьковский партизанский край — зона партизанского движения на территории Дятьковского района Орловской области РСФСР в годы Великой Отечественной войны. В начале 1942 года на территории района действовали 13 партизанских отрядов, 14 февраля 1942 года партизаны восстановили Советскую власть, которая просуществовала 4 месяца. Партизанами контролировались: железная дорога Брянск-Вязьма, шоссейные дороги Брянск-Людиново, Брянск-Жиздра, Людиново-Жиздра.

## История создания партизанского края
В октябре 1941 года на территории Орловской области Орловский обком ВКП(б) создал 5 небольших партизанских отрядов. На территории Дятьковского района в августе 1941 года были сформированы два отряда: Дятьковский, 40 человек, командир Н. М. Сентюрин, комиссар С. С. Качалов, и Бытошский отряд, 18 человек, командир В. И. Алексеев, комиссар А. Н. Сильвановский. К концу 1941 года из числа военнослужащих, попавших в окружение, было организовано 5 отрядов численностью 189 человек. В конце декабря 1941 года в поселках Ивот и Старь двадцать человек молодежи организовались в отряд из 20 человек под командованием В. С. Рябка.
Дятьковский район был оккупирован немецкими войсками в октябре 1941 года. Через два месяца, в декабре, бытошские партизаны освободили поселок Бытошь с прилегающими к нему деревнями и селами. Партизаны действовали совместно с разведгруппами 10-й армии, дислоцировавшимися в Кирове, они прорвали оборону противника, образовав так называемый «кировский коридор». Была налажена регулярная связь с представителями 10-й армии. К зиме 1942 года в дятьковском районе действовали 13 отрядов. 29 января 1942 года командиры партизанских отрядов, которые дислоцировались в брянских лесах, приняли предложение представителя 10-й армии объединиться. Был организован штаб в составе командира сводного отряда Н. М. Сентюрина, комиссара С. С. Качалова, начальника штаба Г. И. Орлова.
По предложению Орловского обкома ВКП(б) 14 февраля 1942 года партизаны Дятьковского объединённого отряда вступили в город Дятьково, восстановив в нём советскую власть и образовав первый на Брянщине партизанский край. Обороняли партизанский край десять отрядов численностью около 1,7 тысячи человек, а также 25 групп самообороны, насчитывавших около 2 тысяч чел.
В газете «Правда», от 21 мая 1942 года, специальный военкор издания М. А. Сиволобов, побывавший в городе Дятьково, назвал его «Партизанском».

Мы ходим по улицам города, который расположен далеко за линией фронта в тылу врага. В городе живёт несколько тысяч советских людей и нет ни одного немца. Фашисты хозяйничали тут 4 месяца. Потом пришли партизаны и с треском вышибли их из города. В городе была восстановлена Советская власть. По понятным причинам мы не можем назвать настоящего имени города. В уличных боях партизан с фашистскими бандами город получил боевое крещение. Мостовые улиц обильно политы партизанской крови, назовем этот город — «Партизанск».

Дятьковский райком, возглавляемый партизанами — боевыми соратниками Героя Советского Союза Володи Рябок — Тоней Яковлевой, Тоней Демицкиной, Ниной Бычковой, Олей Флесс, показывает бесстрашие в боях против немецких войск, карательных отрядов. В сложной боевой обстановке и длительных переходах по лесным тропам райком не терял связи со всеми 17 первичными организациями.

312 комсомольцев представляют внушительную силу партизанских отрядов. Все хорошо обучены военному делу и являются передовыми бойцами, За июль месяц комсомольцы Дятьковских отрядов распространили среди населения 550 тысяч экземпляров листовок с сообщениями Советского информбюро, с письмом обкома ВЛКСМ, много газет и журналов, доставлявшихся на самолёте.

## Карательные операции
6 июня 1942 года в 2:00 немецкие войска начали карательную экспедицию силами 339-й пехотной дивизии и 2-й запасной пехотной дивизии. Командование партизанскими отрядами, учитывая перевес противника в силе, приняло решение не вести боёв в г. Дятьково и крупных населенных пунктах, а организовывать военные операции на подступах к ним. После ожесточенных боев практически по всему периметру Дятьковского района партизанские отряды оставили г. Дятьково и вышли в леса на заранее подготовленные позиции.
В итоге карательной операции врагу удалось лишить партизан продовольственных баз, уничтожить Советскую власть в районе, но партизанские отряды продолжали действовать. После карательной экспедиции, в период наступления немцев на южном фронте, партизанские отряды развернули оживлённую диверсионную деятельность на коммуникациях противника, затрудняя ему подвоз резервов, техники и грузов к фронту, оттягивая войска на охрану коммуникаций.
Ущерб, нанесённый оккупацией экономике г.Дятьково и Дятьковского района, был оценен в 400 миллионов рублей. Из 1884 довоенных зданий в городе уцелело лишь 690; из 17 000 жителей в Дятькове осталось лишь несколько человек. Дятьковский хрустальный завод был полностью разрушен. На каторжные работы в Германию оккупантами были угнаны 19 848 жителей Дятьковского района.

## Достижения партизанских отрядов
На территории партизанского края выпускались подпольные газеты «Партизанская правда», «Фокинский рабочий», «Народный мститель», общий тираж которых составил более 60000 экземпляров в 1941—1943 годах. В районе действовали райкомы ВКП(б) и ВЛКСМ, райисполком, горсовет, сельсоветы, военкомат, РО НКВД, редакция газеты, служба быта. В городе работала больница, выпускали продукцию хлебопекарня, колбасная, портняжная, сапожная и часовая мастерские, функционировали парикмахерские и фотоателье, а также бани, сберкасса и аптека, начала работать типография. В районе прошла мобилизация лиц призывного возраста: свыше 2000 призывников прошли будущих воинов было переправлено через «кировский коридор» за линию фронта.
Жители района собрали для переправки в тыл 375 тысяч рублей и на 1 млн 250 тысяч рублей облигаций внутреннего государственного займа. В населённых пунктах создавались отряды самообороны как резерв партизанских отрядов. Впоследствии из этих групп были образованы Любохонский и Ольшаницкий партизанские отряды.
После освобождения Дятьковского района 14 февраля 1942 г. объединёнными силами партизан одним из первых постановлений исполкома Дятьковского райсовета было постановление о создании районного отдела здравоохранения. Его заведующим была утверждена Е. И. Бодрова. Также в Бытоши и Стари открылись амбулатории, медицинскую помощь там оказывали фельдшера. В феврале 1942 г. в Дятьково, на базе бывшего тубдиспансера, С. М. Онохин организовал партизанский госпиталь на 70 коек. Его назначили начальником госпиталя. Жители города приносили мебель, белье, перевязочный материал и инструментарий. Госпиталь был обеспечен необходимым транспортом, работали прачечная и кухня. Сотрудники получали паек рожью и пшеницей. Были открыты два отделения — хирургическое и инфекционное. Для местного населения проводились дополнительные приемы. Раненых и заболевших везли отовсюду, даже из соседних районов. Уже в первый день работы госпиталя было сделано шесть операций. Сотни бойцов из отрядов Орлова, Алексеева и других встали в строй, чтобы с оружием в руках продолжить борьбу с врагом. Вместе с врачом трудились медсестры: Елизавета Леднёва, Зинаида Слитикова, Александра Найдёнова.
К марту 1942 года в Дятьковском районе была организована работа ряда промышленных мастерских и бытовых организаций, возобновилась деятельность колхозов.
В марте 1942 года между железнодорожной станцией Малыгино и деревней Слободище в был построен аэродром,.
Всего в дятьковских отрядах насчитывалось до 2000 человек, 7 орудий, до 10 минометов разных калибров, свыше 50 пулеметов. К этому времени в районе находились отряды Дуки и Ромашина общей численностью до 600 человек.
3 августа 1943 года в ходе операции «Рельсовая война» отрядами Дятьковской бригады было взорвано 224 рельса, подорваны 6 немецких эшелонов. Всего за время деятельности бригады были подорваны 157 эшелонов, взорвано 69 км железнодорожного полотна и 56 мостов.
15 октября 1942 года из Дятьковского партизанского центра были сформированы две бригады: Дятьковская, которую возглавил Г. И. Орлов, и Бытошская. В Дятьковскую партизанскую бригаду вошли 11 отрядов общей численностью 1600 человек.

## Увековечивание памяти
На улицах и площадях города, в его окрестностях — там, где имеются воинские захоронения, благодарными потомками построено 79 памятников и обелисков. Места стоянок партизанских отрядов и бригад обозначены памятными знаками. В городе Дятьково существует памятник секретарю Дятьковского подпольного райкома комсомола Герою Советского Союза В. С. Рябку, возглавлявшему комсомольско-молодежный партизанский отряд.
В канун 20-летия Победы Указом Президиума Верховного Совета СССР 23 бывших партизана и подпольщика были награждены высокими боевыми наградами.
За мужество и стойкость, проявленные трудящимися в годы Великой Отечественной войны, и за трудовые успехи город Дятьково 6 сентября 1983 года был награждён орденом Отечественной войны 1 степени.
В 1966 году в московской школе № 445 (впоследствии — школа № 1290) был основан Музей Дятьковской партизанской бригады.
28 апреля 2011 года на заседании Брянской облдумы было принято решение присвоить поселку Сеща Дубровского района и городу Дятьково Брянской области почётные региональные звания «Посёлок партизанской славы» и «Город партизанской славы».